# Aplicação monolítica
Em engenharia de software, uma aplicação monolítica descreve uma única aplicação de software em camadas no qual a interface de usuário e código de acesso aos dados são combinados em um único programa a partir de uma única plataforma.
Uma aplicação monolítica é autônoma e independente de outras aplicações de computação. A filosofia do projeto consiste em um aplicativo que não é responsável apenas por uma determinada tarefa, mas que também pode executar todos os passos necessários para completar uma determinada função.
Um aplicativo monolítico descreve uma aplicação de software que é projetado sem modularidade. A modularidade é desejável, em geral, uma vez que suporta a reutilização de partes da lógica da aplicação e também facilita a manutenção, permitindo o reparo ou substituição de peças da aplicação sem a necessidade de substituição por atacado. 
A modularidade é obtida em graus diversos, por diferentes abordagens de modularização. Código baseado em modularidade permite aos desenvolvedores reutilizar e reparar as partes do aplicativo, mas ferramentas de desenvolvimento são necessários para executar essas funções de manutenção (por exemplo, a aplicação pode precisar ser recompilada). Objeto baseado em modularidade prevê a aplicação como uma coleção de separar os arquivos executáveis que podem ser mantidos de forma independente e substituído sem reimplantar o aplicativo inteiro (por exemplo, arquivos "dll" da Microsoft, arquivos "shared object" da Sun/UNIX). Alguns recursos objeto de mensagens permite aplicações baseadas em objeto  serem distribuídos em vários computadores (por exemplo, Microsoft COM +). Service Oriented Architectures uso padrão de comunicação específica e protocolos de comunicação entre os módulos. 
A medida em que uma aplicação é descrita como monolítica é dependente da perspectiva. Software que não está orientado a serviços pode ser descrito como monolítico embora seja baseado em objeto e pode ser distribuído. 
O uso original do termo monolítico, descreve enormes aplicações no quadro principal sem modularidade utilizável, portanto, resultando em sistemas insustentáveis e passíveis de crise no software. Tais aplicações monolíticas também são comumente referidos como "código espaguete".

## Nota
- «Monolithic application» na Wikipédia em inglês